# Caumameer
Het Caumameer (Duits: Caumasee) is een meer in het Zwitserse kanton Graubünden. De oppervlakte van het meer bedraagt ongeveer 0,15 km². Het is een populaire vakantiebestemming.